# Patricia León Mejía
Patricia León Mejía (Ciudad de México, 4 de octubre de 1959) es una investigadora en el Departamento de Biología Molecular de Plantas del Instituto de Biotecnología de la Universidad Nacional Autónoma de México. Forma parte del Sistema Nacional de Investigadores, de la Academia de Ciencias de Morelos y de Academia de Ciencias de América Latina.

## Trayectoria
Obtuvo el título de licenciatura en Biología, por la Facultad de Ciencias de la UNAM en 1981; maestría y doctorado en Investigación Biomédica Básica por el Instituto de Investigaciones Biomédicas en 1985 y 1991 respectivamente.

## Líneas de investigación
Sus investigaciones se enfocan principalmente en la biología molecular de plantas, particularmente en el desarrollo del cloroplasto y la señalización por glucosa en plantas.

## Publicaciones
Entre sus publicaciones más destacadas se encuentran:
- Escobar-Tovar, L. Sierra, J. Hernandez-Munoz,A. McQuinn,R.P. Mathioni,S. Cordoba,E. Colas des Francs-Small,C. Meyers,B.C. Pogson,B. Leon,P. 2020. Deconvoluting apocarotenoid-mediated retrograde signaling networks regulating plastid translation and leaf development Plant Journal, Dec 19 Online ahead of print, .
- Wang,J.Z. Lei,Y. Xiao,Y. He,X. Liang,J. Jiang,J. Dong,S. Ke,H. Leon,P. Zerbe,P. Xiao,Y. Dehesh,K. 2020. Uncovering the functional residues of Arabidopsis isoprenoid biosynthesis enzyme HDS Proceedings of the National Academy of Sciences of the United States of America, 117, 355-361.

## Premios y reconocimientos
Obtuvo la medalla Gabino Barreda por estudios de Doctorado, el reconocimiento como Investigador Internacional del Instituto Médico Howard Hughes y el premio de “Corresponding Membership Award” que otorga la Sociedad Americana de Biología de Plantas.

## Patentes
León Mejía cuenta además con las siguientes patentes.
- A. Reindl, P. M. Leon, P. J. M. Esteves, G. M. A. Cantero, M. Ebneth y K. Herbers 2003 DNA sequence coding for a 1-deoxy-d-xylulose-5-phosphate synthase and the overproduction thereof in plant. Concedida en Australia 757440 en 2003.
- A. Reindl, P. M. Leon, P. J. M. Esteves, G. M. A. Cantero, M. Ebneth y K. Herbers 2000 DNA sequence coding for a 1-deoxy-d-xylulose-5-phosphate synthase and the overproduction thereof in plant. Japón JP20000563793T, Unión Europea EP19990940083, Canadá 2,339,519, Alemania DE19981035219, 1999; Concedida en Australia 757440 en 2003.
- León, P J. M. Esteves-Palmas M.A. Cantero-Garc’a , y A. Reindl. 1998 1-deoxy-D-xylulose-5-phosphate synthase in the connection with vitamin E and carotenoid overproduction in plants.Basf Aktiengesellschaft Alemania.